# Prawet
Prawet est l’un des 50 khets de Bangkok, Thaïlande.

## Points d'intérêt
- Parc du roi Rama IX (Suan Luang Rama IX)[1],[2]

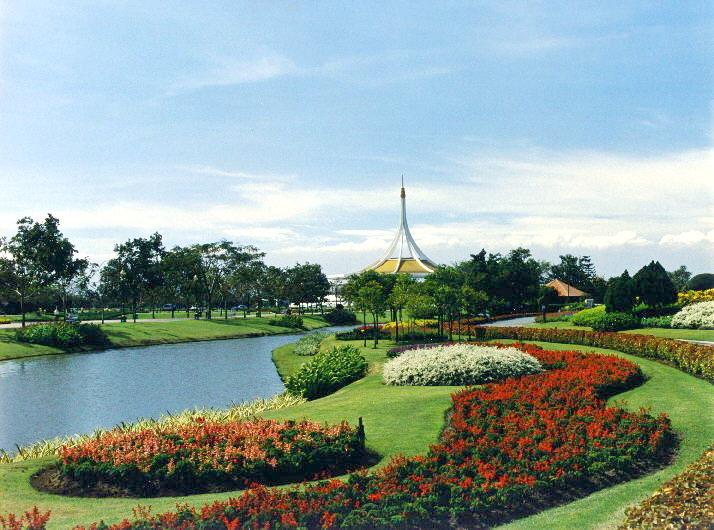
Parc Rama IX